# 小行星11001
小行星11001（11001 Andrewulff）是一颗绕太阳运转的小行星，为主小行星带小行星。该小行星于1979年6月16日发现。

## 轨道参数
小行星11001的轨道半长轴为2.2275458 UA，离心率为0.210。